# آي لاف يو بيكوز
آي لاف يو بيكوز (بالإنجليزية: I Love you Because)‏ أو «أنا أحبك لأن» هي أغنية من تأليف مغني الكانتري ليون باين في عام 1949. وقد غنى الأغنية عديد الفنانين على مر السنين، ونال عدد منها النجاح مثل نسخة أل مارتينو في عام 1963 وجيم ريفز في عام 1964.

## نسخة ليون باين
سجل ليون باين الأغنية في عام 1949، ووصلت الأغنية إلى المركز الرابع في قائمة بيلبورد لأفضل مبيعات أغاني الكانتري وقضت أسبوعين في المركز الأول في قائمة بيلبورد لمشغلي أغاني الكانتري، وقضت ما مجموعه 32 أسبوعًا على القائمة. كانت هذه هي الأغنية الوحيدة بين أغاني ليون باين التي تدخل قائمة أغاني الكانتري.

## نسخة إلفيس بريسلي
سجل بريسلي الأغنية أول مرة في ليلة 4-5 يوليو 1954 في استوديو صن. سجل في نفس الجلسة أغنية «ذاتس أول رايت». لم يعتقد المنتج سام فيليبس أن أغنية «آي لاف يو بيكوز» مناسبة لتكون أغنية إلفيس الأولى، وتم إدخالها في النهاية إلى أول ألبوم له صدر في عام 1956.

## نسخة أل مارتينو
في عام 1963، سجل أل مارتينو أنجح نسخة من الأغنية في الولايات المتحدة، حيث بلغت ذروتها في المركز الثالث على قائمة بيلبورد هوت 100، والمركز الأول على قائمة أغاني أدولت كونتمبوراري لمدة أسبوعين في مايو من ذلك العام.

## نسخة جيم ريفز
في عام 1964، سجل المغني الأمريكي جيم ريفز نسخة من الأغنية ووصلت المركز الخامس في المملكة المتحدة. أصبحت الأغنية أنجح أعماله في النرويج، حيث تصدرت قائمة VG-Lista لمدة 13 أسبوعًا. لم يتم إصدار الأغنية في الولايات المتحدة حتى عام 1976، حيث أدرجت في الألبوم بنفس الاسم، وذلك بعد 12 عاما من وفاة ريفز. وصل الألبوم المركز 24 على قائمة بيلبورد لألبومات الكانتري، بينما وصلت الأغنية إلى الرقم 54 في قائمة أغاني الكانتري في ذلك العام.

### القوائم
| القائمة (1964)                   | أفضل موقع |
| -------------------------------- | --------- |
| قائمة VG-Lista (النرويج)         | 1         |
| قائمة الأغاني الأيرلدية          | 1         |
| قائمة الأغاني الهولندية          | 9         |
| تصنيف الأغاني في المملكة المتحدة | 5         |

## إصدارات أخرى
- في عام 1950، سجل كل من إرنست تاب وكلايد مودي نسختهما الخاصة، وكلاهما وصلتا العشرة الأوائل في قائمة بيلبورد لأغاني الكانتري في تلك السنة.
- سجل جوني كاش نسخة في ألبومه Sings Hank Williams وصلت إلى المركز 20 في عام 1960. قامت شركة صن ريكوردز بإصدار الأغنية في ديسمبر 1959، وكانت هذه إحدى عدة أغاني أصدرتها صن بعد رحيل كاش إلى علامة كولومبيا في السنة السابقة.
- في عام 1969 دون غيبسون ودوتي ويست الأغنية وأدرجت في ألبوم Dottie & Don.
- سجل كارل سميث نسخة في عام 1969. وصلت الأغنية إلى المركز 14 قائمة بيلبورد لأغاني الكانتري.[8]
- في عام 1983، بلغت نسخة روجر ويتاكر المرتبة 91 على قائمة أغاني الكانتري.[9]

## وصلات خارجية
- كلمات الأغنية الكاملة على مترولايركس